# Brenton Langbein
Brenton James Langbein, AO (* 21. Januar 1928 in Gawler; † 6. Juni 1993 in Zürich) war ein australischer Geiger, Dirigent und Komponist.

## Leben
Langbein wurde am 21. Januar 1928 in der südaustralischen Stadt Gawler geboren. Seine Eltern waren James Langbein, Pianist und Autohändler in Gawler und dessen zweite Ehefrau Juanita Zadow. Sie waren deutscher und schottischer Abstammung. Sein Großvater Joachim Heinrich Gottfried Langbein, wanderte 1845 aus Mecklenburg nach Südaustralien aus. Im Alter von fünf Jahren fing er mit dem Geigenspiel an, und mit acht gab er sein erstes öffentliches Konzert in der Tanunda Town Hall. Er studierte Violine am Elder Conservatorium of Music bei Sylvia Whitington und gewann im Alter von neun Jahren ein Eugene-Alderman-Stipendium für weitere drei Jahre Unterricht am Konservatorium, wo er von Ludwig Schwab unterrichtet wurde. Mit vierzehn spielte er zum ersten Mal mit dem Adelaide Symphony Orchestra. Er besuchte die Gawler High School und studierte anschliessend an der University of Adelaide, wo er mit einem Bachelor of Music abschloss. 1948 siedelte Langbein nach Sydney über, wo er als Mitglied des Sydney Symphony Orchestra als Solist auftrat und bei Sir Eugène Aynsley Goossens Komposition studierte.
Brenton Langbein ging 1951 in die Schweiz, wo er bei Paul Grümmer studierte. Zu jener Zeit nahm er aber auch Unterricht bei Pablo Casals und verbrachte sechs Wochen in Wien, wo er sich bei Ernst Morawec weiterbildete. 1953 liess er sich schliesslich in Zürich nieder, wo er Mitglied in Paul Sachers Kammerorchester Collegium Musicum Zürich und 1954 dessen Konzertmeister wurde. Später wurde er auch zum Konzertmeister von Sachers Basler Kammerorchester berufen. Er wurde zum Professor für Violine an der Musikakademie der Stadt Basel ernannt und bildete ein Duo mit der australischen Pianistin Maureen Jones und später ein Trio mit dem australischen Hornisten Barry Tuckwell. 1960 gründete er zusammen mit Willi Gohl, Ottavio Corti, Raffaele Altwegg u. a. Die Kammermusiker Zürich, ein Ensemble, das in Zürich und Basel Musik wenig bekannter und zeitgenössischer Komponisten aufführte.
Er war der Solist von Hans Werner Henzes 2. Violinkonzert (1971), das ihm gewidmet ist und das 1972 in Basel uraufgeführt wurde. Zudem und gründete er später in den 1970er Jahren die Opera Factory mit. Er war musikalischer Leiter des Adelaide Chamber Orchestra und war 1990 Mitbegründer des Barossa Festivals, eines Kammermusikfestivals im Barossa Valley in Südaustralien.
Brenton Langbein gab im April 1993 sein letztes Konzert in Siena. Am 6. Juni 1993 erlag er in Zürich einem Krebsleiden und fand in Lyndoch, im Barossa Valley, seine letzte Ruhestätte.

## Auszeichnungen und Ehrungen
Langbein erhielt 1983 einen Ehrenpreis des Kantons Zürich und 1988 die Hans-Georg-Nägeli-Medaille der Stadt Zürich, eine von ihm mitbegründete Auszeichnung für Musiker.
Im Rahmen der 1986 Queen's Birthday Honours wurde er für seine Verdienste um die Musik zum Officer of the Order of Australia (AO) ernannt.
In Tanunda ist ein Theater nach ihm benannt, The Brenton Langbein Theatre, das Teil des Barossa Arts Centre ist. Auch ein Streichquartett trägt seinen Namen: Langbein String Quartet. Hans Werner Henze schrieb ein Stück für Bratsche solo, An Brenton, kurz nach Langbeins Tod. Auch der Schweizer Komponist Herman Haller widmete ihm sein allerletztes Werk, Blätterfall... (1994), ein Stück für Bariton und Streichsextett, das den Vermerk trägt: «Im Gedenken an Brenton Langbein geschrieben für Die Kammermusiker Zürich». Seine Papiere und andere Ephemera wurden der Mortlock-Bibliothek in der State Library of South Australia gestiftet.
Von Langbeins Kompositionen wurde ein Streichquintett aufgenommen. Sein einziges Werk mit einer Opuszahl ist sein Prelude, Marche & Valse, op. 1 für Klavier. Manuskripte seiner Kompositionen befinden sich in seinem Nachlass in der State Library of South Australia.